# Глюкагон
Глюкагонът е един от трите основни хормона, произвеждани от задстомашната жлеза и е пряко свързан с обмяната на въглехидратите в организма. Той способства за разграждането на гликогена в черния дроб и по този начин повишава нивото на кръвната захар, в което се изразява противоположността му с инсулина – единствения хормон в организма, който намалява нивото на кръвната захар.
Глюкагонът е получен като хомогенен кристален продукт от Щрауб през 1953 г., няколко години по-късно е определена първичната му структура. Представлява едноверижен пептид от 29 аминокиселини с молекулна маса 3500. В организма глюкагонът се синтезира под формата на два предшественика – проглюкагон и препроглюкагон. При нужда, след определени сигнали в два етапа, чрез отцепване на два пептида се получава активният хормон.
Глюкагонът предизвиква повишаване на концентрацията на глюкозата в кръвта противно на инсулина. При първия си ефект на действие глюкагонът прилича на инсулина, но се отличава от него по това, че не предизвиква разпадане на гликогена в мускулите. Вторият ефект на действие на глюкагона го отличава от адреналина, който не инхибира разпадането на глюкозата до млечна киселина. Освен това глюкагонът действа много по-продължително от адреналина и не повишава честотата на пулса и кръвното налягане. В някои случаи установеният диабет може да се дължи на голямо количество продуциран глюкагон, не на недостиг на инсулин.
1. ↑  16186314 //  PubChem.   Посетен на 2 декември 2021 г.